# Andersträsket (Älvsby socken, Norrbotten)
Andersträsket är en sjö i Älvsbyns kommun i Norrbotten och ingår i Piteälvens huvudavrinningsområde. Sjön har en area på 0,121 kvadratkilometer och ligger 233,5 meter över havet.

## Delavrinningsområde
Andersträsket ingår i det delavrinningsområde (729320-171331) som SMHI kallar för Inloppet i Sör-Vistträsket. Medelhöjden är 202 meter över havet och ytan är 27,34 kvadratkilometer. Räknas de 54 avrinningsområdena uppströms in blir den ackumulerade arean 600,41 kvadratkilometer. Vistån (Kvarnbäcken) som avvattnar avrinningsområdet har biflödesordning 2, vilket innebär att vattnet flödar genom totalt 2 vattendrag innan det når havet efter 93 kilometer. Avrinningsområdet består mestadels av skog (91 procent). Avrinningsområdet har 0,12 kvadratkilometer vattenytor vilket ger det en sjöprocent på 0,5 procent.